# Pluricarpellatia
Pluricarpellatia peltata ist eine krautige Wasserpflanze, die in der frühen Kreidezeit Brasiliens vorkam.

## Beschreibung

### Vegetative Merkmale
Pluricarpellatia peltata ist eine krautige Wasserpflanze mit 5 mm breiten Rhizomen und 0,3–1,3 mm breiten Wurzeln. Die Pflanze kann über 25 cm lang werden. Die dünnen, gestielten Blätter haben einen glatten Rand. Die Blattstiele sind 5 cm lang und 3 mm breit.

### Generative Merkmale
Die gestielten, 2 cm breiten Blüten hatten bis zu 17 cm lange Blütenstiele. Das Gynoeceum besteht aus 6–12 Fruchtblättern.

## Taxonomie

### Erstbeschreibung
Die Erstbeschreibung erfolgte 2008 durch Barbara Adelheid Rosina Mohr, Mary Elizabeth Bernardes de Oliveira und David Winship Taylor.

### Typusexemplar
Das Typusexemplar wurde von Barbara Adelheid Rosina Mohr, Mary Elizabeth Bernardes de Oliveira und David Winship Taylor südlich von Nova Olinda, Brasilien in der Crato-Formation des Araripe-Beckens gesammelt. Es befindet sich in der Sammlung des Museum für Naturkunde Berlin.

### Position innerhalb der Ordnung Nymphaeales
Es handelt sich wahrscheinlich um ein basales Mitglied der Familie Cabombaceae (Haarnixengewächse).

## Etymologie
Der Gattungsname Pluricarpellatia bezieht sich auf die vielen Fruchtblätter in den Blüten. Das Artepitheton peltata bezieht sich auf die schildförmigen (peltaten) Blätter.